# Partecipanti al Giro d'Italia 2005
Elenco dei partecipanti al Giro d'Italia 2005.
Il Giro d'Italia 2005 fu l'ottantottesima edizione della corsa. Alla competizione presero parte 22 squadre, ciascuna delle quali composta da nove corridori, per un totale di 197 ciclisti (la spagnola Liberty Seguros-Würth partecipò con 8 corridori, in quanto Nuno Ribeiro venne sospeso in via cautelare per un livello di ematocrito superiore al consentito). La corsa partì il 7 maggio da Reggio Calabria e terminò il 29 maggio a Milano; in quest'ultima località portarono a termine la competizione 153 corridori. 

## Corridori per squadra
Nota: R ritirato, NP non partito, FT fuori tempo, SQ squalificato.
| Lampre-Caffita                     | Lampre-Caffita                     | Lampre-Caffita                     | Domina Vacanze                 | Domina Vacanze                 | Domina Vacanze                 | Phonak Hearing Systems | Phonak Hearing Systems | Phonak Hearing Systems |
| ---------------------------------- | ---------------------------------- | ---------------------------------- | ------------------------------ | ------------------------------ | ------------------------------ | ---------------------- | ---------------------- | ---------------------- |
| 1                                  | Damiano Cunego                     | 18º                                | 81                             | Serhij Hončar                  | 6º                             | 161                    | Aurélien Clerc         | 150º                   |
| 2                                  | Gilberto Simoni                    | 2º                                 | 82                             | Wladimir Belli                 | 24º                            | 162                    | José Ignacio Gutiérrez | 133º                   |
| 3                                  | Paolo Fornaciari                   | 148º                               | 83                             | Simone Cadamuro                | R 18ª                          | 163                    | Uroš Murn              | 94º                    |
| 4                                  | Evgenij Petrov                     | 50º                                | 84                             | Mirko Celestino                | 34º                            | 164                    | Grégory Rast           | 120º                   |
| 5                                  | Andrea Tonti                       | 55º                                | 85                             | Marco Fertonani                | R 13ª                          | 165                    | Daniel Schnider        | 76º                    |
| 6                                  | Marius Sabaliauskas                | 66º                                | 86                             | Ruslan Ivanov                  | 70º                            | 166                    | Johann Tschopp         | 41º                    |
| 7                                  | Gorazd Štangelj                    | 67º                                | 87                             | Mirco Lorenzetto               | 109º                           | 167                    | Sascha Urweider        | 139º                   |
| 8                                  | Sylwester Szmyd                    | 64º                                | 88                             | Ivan Quaranta                  | R 7ª                           | 168                    | Tadej Valjavec         | 15º                    |
| 9                                  | Patxi Vila                         | 22º                                | 89                             | Alessandro Vanotti             | 74º                            | 169                    | Steve Zampieri         | 30º                    |
| Bouygues Télécom                   | Bouygues Télécom                   | Bouygues Télécom                   | Euskaltel-Euskadi              | Euskaltel-Euskadi              | Euskaltel-Euskadi              | Quick Step-Innergetic  | Quick Step-Innergetic  | Quick Step-Innergetic  |
| 11                                 | Walter Bénéteau                    | 105º                               | 91                             | Unai Etxebarria                | 145º                           | 171                    | Paolo Bettini          | 38º                    |
| 12                                 | Giovanni Bernaudeau                | 110º                               | 92                             | Aitor González                 | R 14ª                          | 172                    | Davide Bramati         | 127º                   |
| 13                                 | Olivier Bonnaire                   | 82º                                | 93                             | Roberto Laiseka                | 52º                            | 173                    | Mads Christensen       | 142º                   |
| 14                                 | Mathieu Claude                     | 147º                               | 94                             | Alberto López de Munain        | R 2ª                           | 174                    | Addy Engels            | 69º                    |
| 15                                 | Christophe Kern                    | R 17ª                              | 95                             | David López                    | R 7ª                           | 175                    | José Antonio Garrido   | 121º                   |
| 16                                 | Laurent Lefèvre                    | 35º                                | 96                             | Gorka Verdugo                  | 68º                            | 176                    | Cristian Moreni        | 53º                    |
| 17                                 | Rony Martias                       | 141º                               | 97                             | Haimar Zubeldia                | 49º                            | 177                    | Nick Nuyens            | R 13ª                  |
| 18                                 | Franck Renier                      | 134º                               | 98                             | Igor Antón                     | 83º                            | 178                    | Filippo Pozzato        | 84º                    |
| 19                                 | Didier Rous                        | R 1ª                               | 99                             | Samuel Sánchez                 | 17º                            | 179                    | Stefano Zanini         | 111º                   |
| Ceramiche Panaria-Navigare         | Ceramiche Panaria-Navigare         | Ceramiche Panaria-Navigare         | Fassa Bortolo                  | Fassa Bortolo                  | Fassa Bortolo                  | Rabobank               | Rabobank               | Rabobank               |
| 21                                 | Emanuele Sella                     | 10º                                | 101                            | Alessandro Petacchi            | 100º                           | 181                    | Thomas Dekker          | 75º                    |
| 22                                 | Luca Mazzanti                      | 39º                                | 102                            | Fabio Baldato                  | 130º                           | 182                    | Theo Eltink            | 29º                    |
| 23                                 | Julio Alberto Pérez Cuapio         | 95º                                | 103                            | Marzio Bruseghin               | 9º                             | 183                    | Aleksandr Kolobnev     | 21º                    |
| 24                                 | Paolo Tiralongo                    | 32º                                | 104                            | Massimo Codol                  | 119º                           | 184                    | Grischa Niermann       | 51º                    |
| 25                                 | Paride Grillo                      | 143º                               | 105                            | Volodymyr Hustov               | 93º                            | 185                    | Michael Rasmussen      | NP 14ª                 |
| 26                                 | Freddy González                    | R 6ª                               | 106                            | Alberto Ongarato               | 99º                            | 186                    | Roy Sentjens           | 135º                   |
| 27                                 | Brett Lancaster                    | 112º                               | 107                            | Fabio Sacchi                   | 96º                            | 187                    | Rory Sutherland        | 108º                   |
| 28                                 | Luis Laverde                       | 44º                                | 108                            | Matteo Tosatto                 | 122º                           | 188                    | Thorwald Veneberg      | R 13ª                  |
| 29                                 | Domenico Pozzovivo                 | R 18ª                              | 109                            | Marco Velo                     | 103º                           | 189                    | Steven de Jongh        | R 13ª                  |
| Cofidis, le Crédit par Téléphone   | Cofidis, le Crédit par Téléphone   | Cofidis, le Crédit par Téléphone   | Française des Jeux             | Française des Jeux             | Française des Jeux             | Saunier Duval-Prodir   | Saunier Duval-Prodir   | Saunier Duval-Prodir   |
| 31                                 | Daniel Atienza                     | 14º                                | 111                            | Carlos Da Cruz                 | 72º                            | 191                    | Juan Manuel Gárate     | 5º                     |
| 32                                 | Leonardo Bertagnolli               | R 13ª                              | 112                            | Christophe Detilloux           | R 3ª                           | 192                    | Ángel Gómez            | 79º                    |
| 33                                 | Dmitrij Fofonov                    | 89º                                | 113                            | Freddy Bichot                  | R 14ª                          | 193                    | Rubén Lobato           | 43º                    |
| 34                                 | Nicolas Inaudi                     | R 4ª                               | 114                            | Cyrille Monnerais              | 71º                            | 194                    | Manuele Mori           | 85º                    |
| 35                                 | Thierry Marichal                   | 125º                               | 115                            | Lilian Jégou                   | 98º                            | 195                    | Marco Pinotti          | 48º                    |
| 36                                 | Stuart O'Grady                     | NP 13ª                             | 116                            | Mark Renshaw                   | 144º                           | 196                    | Juan José Cobo         | R                      |
| 37                                 | Guido Trentin                      | 40º                                | 117                            | Baden Cooke                    | NP 13ª                         | 197                    | Joaquim Rodríguez      | 80º                    |
| 38                                 | Cédric Vasseur                     | 54º                                | 118                            | Sandy Casar                    | 81º                            | 198                    | Francisco Ventoso      | R 13ª                  |
| 39                                 | Matthew White                      | 117º                               | 119                            | Matthew Wilson                 | 146º                           | 199                    | Oliver Zaugg           | NP 12ª                 |
| Colombia-Selle Italia              | Colombia-Selle Italia              | Colombia-Selle Italia              | Gerolsteiner                   | Gerolsteiner                   | Gerolsteiner                   | Team CSC               | Team CSC               | Team CSC               |
| 41                                 | Iván Parra                         | 20º                                | 121                            | Robert Förster                 | 137º                           | 201                    | Ivan Basso             | 28º                    |
| 42                                 | Marlon Pérez                       | R 6ª                               | 122                            | Markus Fothen                  | 12º                            | 202                    | Andrea Peron           | 77º                    |
| 43                                 | José Rujano                        | 3º                                 | 123                            | Frank Høj                      | 152º                           | 203                    | Fränk Schleck          | 42º                    |
| 44                                 | Raffaele Illiano                   | 86º                                | 124                            | Andrea Moletta                 | 118º                           | 204                    | Peter Luttenberger     | 87º                    |
| 45                                 | Moreno Di Biase                    | NP 18ª                             | 125                            | Sven Montgomery                | 59º                            | 205                    | Giovanni Lombardi      | 88º                    |
| 46                                 | Leonardo Scarselli                 | 116º                               | 126                            | Volker Ordowski                | R 14ª                          | 206                    | Michael Blaudzun       | 73º                    |
| 47                                 | Philippe Schnyder                  | 149º                               | 127                            | Sven Krauß                     | 132º                           | 207                    | David Zabriskie        | 104º                   |
| 48                                 | Russell Van Hout                   | 153º                               | 128                            | Marcel Strauss                 | 102º                           | 208                    | Christian Vande Velde  | 114º                   |
| 49                                 | Trent Wilson                       | 151º                               | 129                            | Thomas Ziegler                 | R 13ª                          | 209                    | Brian Vandborg         | 140º                   |
| Crédit Agricole                    | Crédit Agricole                    | Crédit Agricole                    | Illes Balears-Caisse d'Epargne | Illes Balears-Caisse d'Epargne | Illes Balears-Caisse d'Epargne | T-Mobile Team          | T-Mobile Team          | T-Mobile Team          |
| 51                                 | Francesco Bellotti                 | 36º                                | 131                            | José Luis Carrasco             | 90º                            | 211                    | Erik Baumann           | 128º                   |
| 52                                 | Pietro Caucchioli                  | 8º                                 | 132                            | Sergi Escobar                  | R 17ª                          | 212                    | Matthias Kessler       | 25º                    |
| 53                                 | Julian Dean                        | R 6ª                               | 133                            | Isaac Gálvez                   | 131º                           | 213                    | André Korff            | 113º                   |
| 54                                 | Jaan Kirsipuu                      | NP 13ª                             | 134                            | Joan Horrach                   | 37º                            | 214                    | Daniele Nardello       | R 11ª                  |
| 55                                 | Christophe Le Mével                | 26º                                | 135                            | Vladimir Karpets               | 7º                             | 215                    | Olaf Pollack           | R 14ª                  |
| 56                                 | Dmitrij Murav'ëv                   | 92º                                | 136                            | David Navas                    | R 13ª                          | 216                    | Jan Schaffrath         | 56º                    |
| 57                                 | Yannick Talabardon                 | 78º                                | 137                            | Unai Osa                       | 16º                            | 217                    | Bram Schmitz           | 115º                   |
| 58                                 | Bradley Wiggins                    | 123º                               | 138                            | Vicente Reynés                 | R 14ª                          | 218                    | Christian Werner       | 58º                    |
| 59                                 | Patrice Halgand                    | 23º                                | 139                            | Antonio Tauler                 | 126º                           | 219                    | Erik Zabel             | 63º                    |
| Davitamon-Lotto                    | Davitamon-Lotto                    | Davitamon-Lotto                    | Liberty Seguros-Würth          | Liberty Seguros-Würth          | Liberty Seguros-Würth          |                        |                        |                        |
| 61                                 | Mauricio Ardila                    | 27º                                | 141                            | René Andrle                    | 62º                            |                        |                        |                        |
| 62                                 | Christophe Brandt                  | 33º                                | 142                            | Dariusz Baranowski             | 57º                            |                        |                        |                        |
| 63                                 | Nick Gates                         | NP 14ª                             | 143                            | Joseba Beloki                  | R 13ª                          |                        |                        |                        |
| 64                                 | Björn Leukemans                    | 106º                               | 144                            | Giampaolo Caruso               | 19º                            |                        |                        |                        |
| 65                                 | Robbie McEwen                      | NP 13ª                             | 145                            | Koldo Gil                      | R 16ª                          |                        |                        |                        |
| 66                                 | Tom Steels                         | R 3ª                               | 146                            | Jan Hruška                     | 61º                            |                        |                        |                        |
| 67                                 | Wim Van Huffel                     | 11º                                | 147                            | Javier Ramírez                 | 65º                            |                        |                        |                        |
| 68                                 | Aart Vierhouten                    | NP 13ª                             | 148                            | Michele Scarponi               | 47º                            |                        |                        |                        |
| 69                                 | Henk Vogels                        | 136º                               | 149                            | Nuno Ribeiro                   | NP Prol.                       |                        |                        |                        |
| Discovery Channel Pro Cycling Team | Discovery Channel Pro Cycling Team | Discovery Channel Pro Cycling Team | Liquigas-Bianchi               | Liquigas-Bianchi               | Liquigas-Bianchi               |                        |                        |                        |
| 71                                 | Paolo Savoldelli                   | 1º                                 | 151                            | Danilo Di Luca                 | 4º                             |                        |                        |                        |
| 72                                 | Michael Barry                      | 101º                               | 152                            | Dario Andriotto                | 97º                            |                        |                        |                        |
| 73                                 | Volodymyr Bileka                   | 91º                                | 153                            | Dario Cioni                    | 13º                            |                        |                        |                        |
| 74                                 | Antonio Cruz                       | 129º                               | 154                            | Patrick Calcagni               | R 4ª                           |                        |                        |                        |
| 75                                 | Tom Danielson                      | R 9ª                               | 155                            | Stefano Garzelli               | NP 13ª                         |                        |                        |                        |
| 76                                 | Ryder Hesjedal                     | R 13ª                              | 156                            | Vladimir Miholjević            | 31º                            |                        |                        |                        |
| 77                                 | Benoît Joachim                     | 107º                               | 157                            | Marco Milesi                   | 124º                           |                        |                        |                        |
| 78                                 | Jason McCartney                    | 138º                               | 158                            | Andrea Noè                     | 45º                            |                        |                        |                        |
| 79                                 | Pavel Padrnos                      | 60º                                | 159                            | Charles Wegelius               | 46º                            |                        |                        |                        |

### Legenda
| Legenda          | Legenda | Legenda        | Legenda                                                  |
| ---------------- | --- | -------------- | -------------------------------------------------------- |
| Dorsale          | Dorsale di partenza del ciclista | Posizione      | Posizione finale nella classifica generale               |
| Maglia rosa      | Indica il vincitore della classifica generale                                                                                        | Maglia verde   | Indica il vincitore della classifica dei GPM             |
| Maglia ciclamino | Indica il vincitore della classifica a punti                                                                                         | Maglia azzurra | Indica il vincitore della classifica intergiro           |
| NP               | Indica un ciclista che non è ripartito in una tappa la mattina                                                                       | R              | Indica un ciclista che si è ritirato in una tappa        |
| FTM              | Indica un ciclista che ha concluso una tappa fuori tempo, ossia ha impiegato più tempo rispetto a quanto stabilito dal tempo massimo | EX             | Corridore escluso per non aver rispettato il regolamento |

## Ciclisti per nazione
Le nazionalità rappresentate nella manifestazione sono 28; in tabella il numero dei ciclisti suddivisi per la propria nazione di appartenenza:
| Numero ciclisti | Nazione                                                            |
| --------------- | ------------------------------------------------------------------ |
| 52              | Italia                                                             |
| 29              | Spagna                                                             |
| 20              | Francia                                                            |
| 13              | Germania                                                           |
| 12              | Australia                                                          |
| 10              | Svizzera                                                           |
| 8               | Belgio                                                             |
| 7               | Paesi Bassi                                                        |
| 6               | Stati Uniti                                                        |
| 5               | Colombia, Danimarca                                                |
| 3               | Rep. Ceca, Russia, Slovenia, Ucraina                               |
| 2               | Canada, Gran Bretagna, Kazakistan, Polonia, Lussemburgo, Venezuela |
| 1               | Austria, Croazia, Estonia, Lituania, Messico, Moldavia, Portogallo |